# Observatorio Maniobrable Atmosférico de Venus

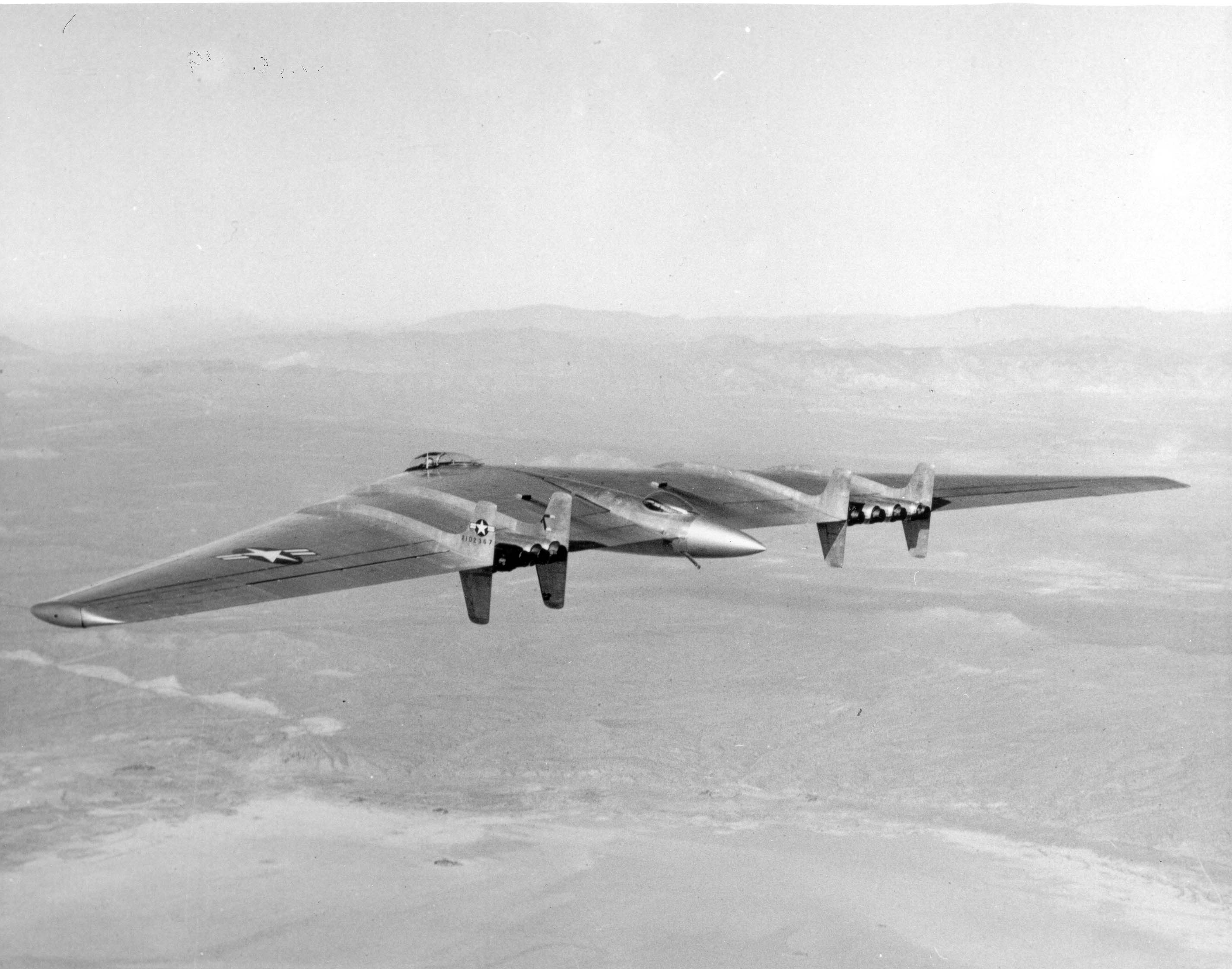
Ejemplo de nave en ala delta en cuyo diseño se basaría la nave inflable para esta misión. Northrop YB-49.

Observatorio Maniobrable Atmosférico de Venus (VAMP por sus siglas en inglés) es un concepto de misión de las compañías aeroespaciales Northrop Grumman y LGarde para una aeronave inflable semiflotante, de larga duración y con propulsión, que exploraría la atmósfera superior del planeta Venus en busca de biofirmas, además de realizar mediciones atmosféricas. La aeronave inflable tendría una forma trapezoidal, denominada también ala delta, y tendría hélices impulsadas eléctricamente que estarían guardadas durante la entrada atmosférica.
Se propone que la aeronave sea lanzada como una carga útil secundaria en otra misión espacial a Venus, probablemente en la misión rusa Venera-D en 2029. Durante el día, VAMP podría realizar mediciones científicas continuas, mientras que por la noche el vehículo descendería a una altitud de 50 km, donde sería completamente boyante, permanecería en un estado de bajo consumo de energía y aún realizaría mediciones científicas modestas a esa altitud de flotación. La capa de nubes inferiores de Venus, ubicada entre los 47.5 y los 50.5 km de altitud, es ácida, pero algunos astrobiólogos la consideran un objetivo de exploración debido a las condiciones favorables para la vida microbiana, incluidas las temperaturas y presiones moderadas (~60 °C y 1 atm).

## Descripción

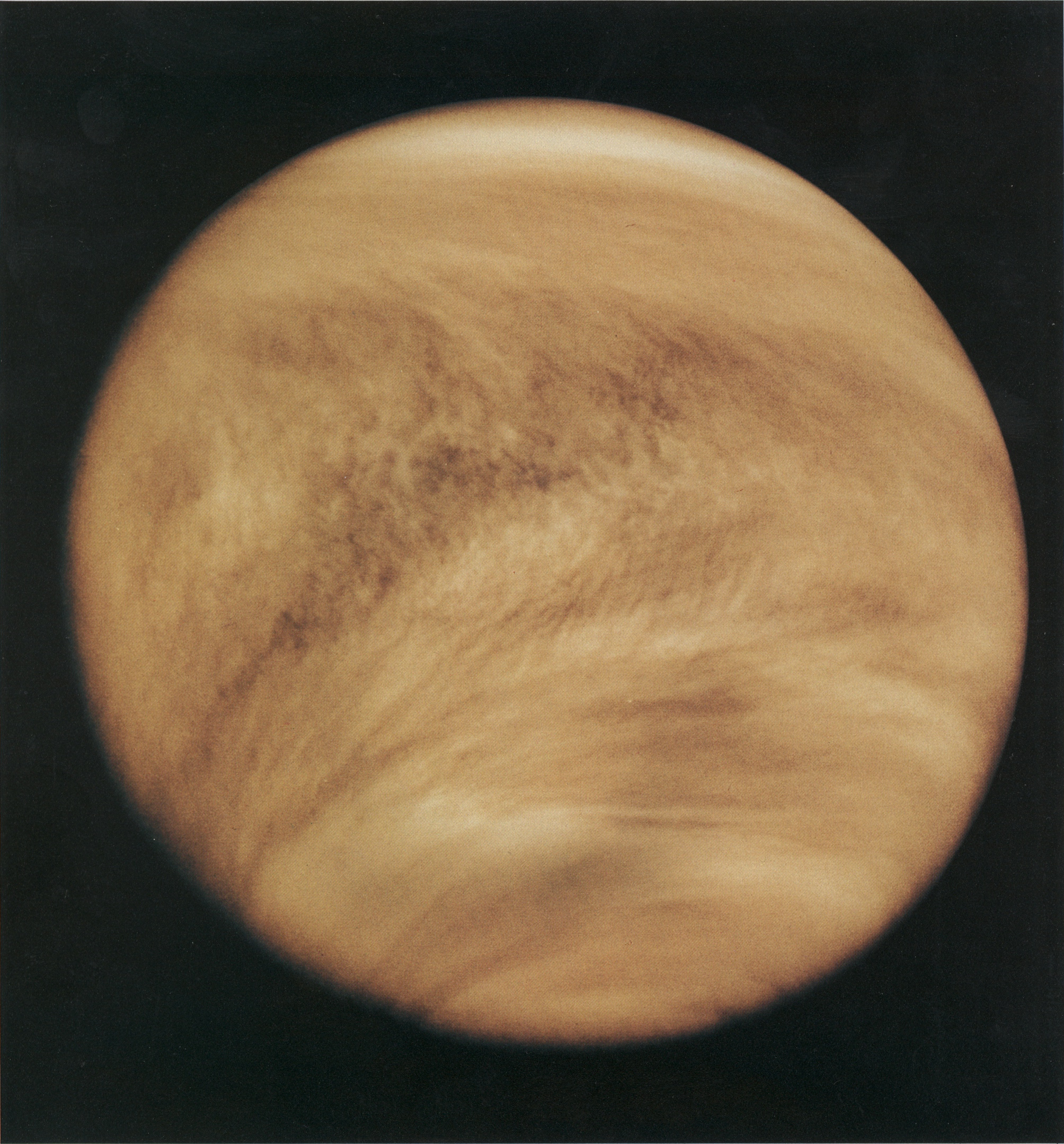
Estructura de nubes en la atmósfera de Venus en 1979, revelada por observaciones ultravioletas del orbitador Pioneer Venus. Las áreas oscuras contienen un componente no identificado que absorbe la luz ultravioleta.

### Interés científico
La habitabilidad de las nubes de Venus ha sido un tema de discusión desde que los científicos Harold Morowitz y Carl Sagan lo especularon en 1967. Desde entonces, estudios posteriores han destacado el potencial de habitabilidad microbiana en las capas de nubes de Venus debido a las condiciones químicas y físicas favorables, incluyendo la presencia de compuestos de azufre, dióxido de carbono (CO2), agua y temperaturas moderadas (0–60 °C) y presiones (~0.4–2 atm). Sin embargo, se sabe que las condiciones en la superficie del planeta son inhóspitas, con temperaturas superiores a los 450 °C (860 °F).
La imagen de Venus en ultravioleta (UV) revela áreas localizadas en la altitud de las nubes que causan absorción entre los 330 y 500 nm. Los contrastes UV de Venus fueron observados por primera vez en fotografías terrestres en 1928 y posteriormente medidos mediante polarimetría terrestre en 1974, espectroscopía en 1978, y por naves espaciales desde 2008. A pesar de las investigaciones de las naves espaciales desde órbita, como Venus Express, Akatsuki y MESSENGER, y las sondas de entrada Venera (programa Venera), las observaciones espectroscópicas muestran que los parches oscuros están compuestos por ácido sulfúrico concentrado y otras partículas absorbentes de luz desconocidas, pero aún se desconocen las propiedades químicas y físicas de estos contrastes.
Dado que algunos modelos sugieren que Venus alguna vez tuvo un clima habitable con agua líquida en su superficie durante hasta 2 mil millones de años, algunos científicos especulan que estas características de absorción podrían ser causadas por grandes masas de microorganismos suspendidos en la capa de nubes inferiores, y que hipotéticamente podrían prosperar con un metabolismo centrado en hierro y azufre. En la Tierra, algunas bacterias extremófilas pueden prosperar en condiciones muy ácidas, alimentarse de dióxido de carbono y excretar ácido sulfúrico.

## Sonda espacial
El concepto del Observatorio Maniobrable Atmosférico de Venus (VAMP) comenzó en 2012 a través de una colaboración entre las compañías aeroespaciales Northrop Grumman y LGarde, y consiste en una aeronave inflable semiflotante con una carga científica que puede realizar mediciones in situ de la atmósfera de Venus. La aeronave es escalable; la versión más pequeña tendría una envergadura de 6 m y una masa de 90 kg, incluidos los instrumentos; una versión de tamaño mediano tendría una envergadura de 30 m y una masa de 450 kg, mientras que la versión a gran escala tendría una envergadura de 55 m y una masa de 900 kg.
VAMP sería desplegada en el espacio por la nave nodriza en órbita, se inflaría y volaría hacia la atmósfera de Venus sin una carcasa aerodinámica. La aeronave sería un 10% flotante y podría volar a 110 km/h cuando utilice propulsión, lo que proporcionaría el 90% de la elevación. La fuente de energía sería un conjunto de paneles solares y baterías.
Cuando no está propulsada, la aeronave desciende a una altitud de ≈55 km sobre el suelo, donde alcanza el 100% de flotabilidad. Un vehículo que flota pasivamente también simplifica las operaciones durante la noche, así como los procedimientos de modo seguro para su recuperación. La aeronave podría operar desde varios meses hasta un año, y debe estar respaldada por un satélite de retransmisión de comunicaciones en órbita para un control interactivo, aunque no en tiempo real. VAMP volaría a altitudes entre 50 y 65 km y cubriría un amplio rango de latitudes y todas las longitudes. Hay investigaciones en curso sobre la forma de la aeronave, su despliegue y la resistencia de diferentes membranas a los entornos químicos (ácidos) y térmicos de Venus. El equipo también está evaluando el uso de una forma lenticular que simplificaría significativamente el empaquetado, la secuencia de despliegue y la masa estructural, pero no volaría de manera tan eficiente.
El concepto del vehículo también fue presentado en mayo de 2017 como una prueba de concepto para la exploración de otros planetas y lunas del Sistema Solar con atmósfera.

### Equipo científico
El concepto preliminar de 2013 visualiza un conjunto de instrumentos que la NASA denomina la "Misión de Referencia del Diseño de Insignia de Venus" para un globo. Se estima que su masa sería de 20 kg y requeriría 50 W de energía eléctrica para operar. Los instrumentos propuestos consisten en:
- Cámaras
- Espectrómetro de gases nobles
- Espectrómetro UV
- Estación meteorológica
- Reflexión Total Atenuada
- Cromatógrafo de gases / Espectrómetro de masas (GC/MS)
- Nefelómetro de polarización
- Anemómetro ultrasónico 3D
- Sensor de campo eléctrico
- Microscopio óptico